# Улица Александра Фролова

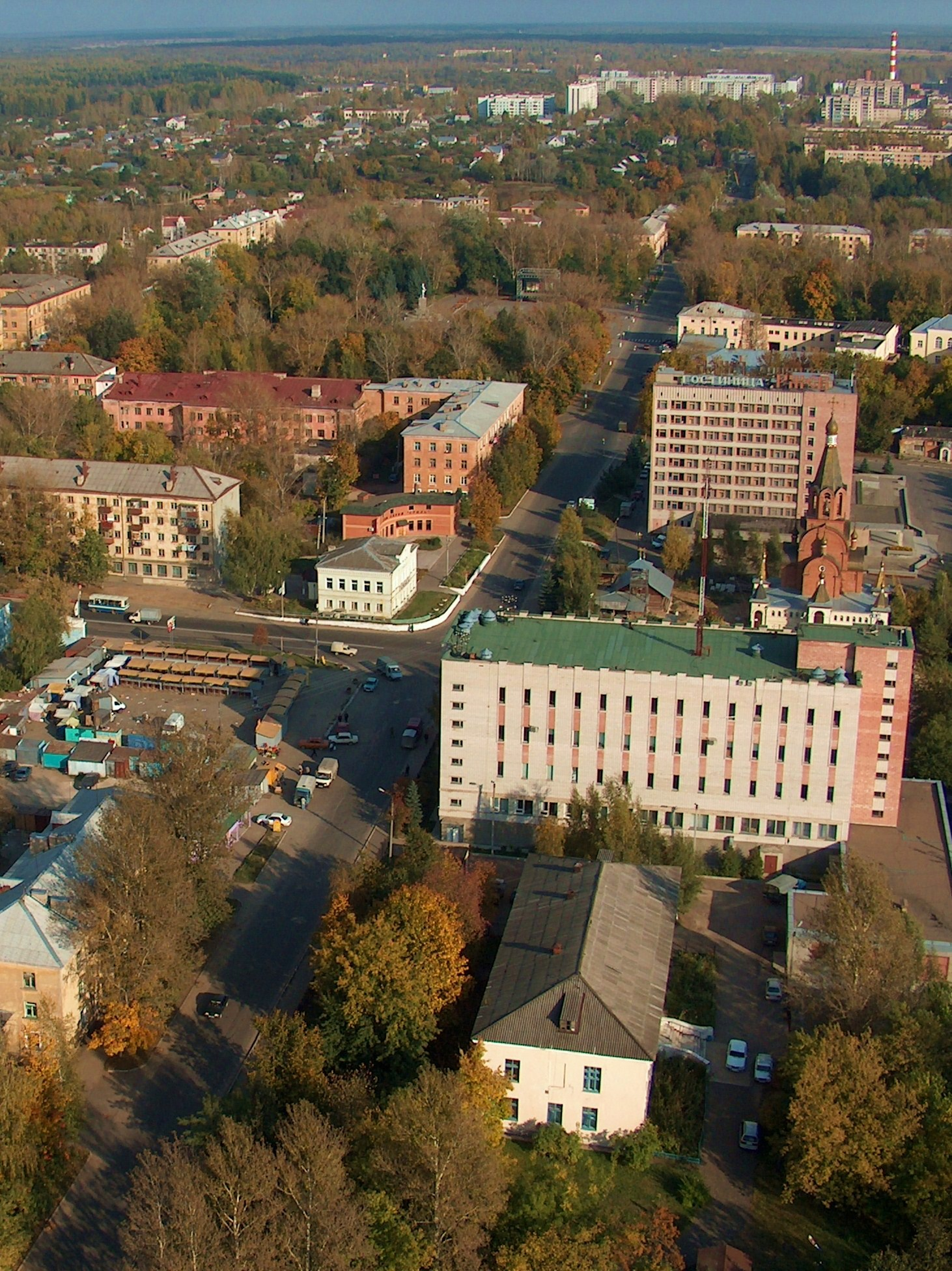
Вид на улицу Александра Фролова с телевизионной башни

Улица Алекса́ндра Фроло́ва (до 2024 — Карла Маркса; до 1919 — 1-я Успе́нская) — улица в центральной части города Ржев Тверской области.
Улица проходит в географическом центре города. Начинается на территории жилого городка 55-го арсенала ГРАУ — «Склад-40», где расположены дома № 1 и № 2, и следует на восток пересекая семь городских улиц, в том числе главную — улицу Ленина. Заканчивается в районе центральной площади города — Советской.
Далее площади улица продолжается уже в качестве улиц: Краностроителей и Челюскинцев, составляя тем самым единую магистраль пересекающую весь город с запада на восток, общая протяжённость которой — 6 километров.

## Происхождение названия
До начала XX века называлась 1-я Успенская, по имени главного собора Ржева, в сторону которого вела, завершалась Большой Торговой площадью (ныне Советской). Соединяла центр города с купеческими дачами, огородами, артиллерийскими складами и двумя кладбищами (одно не сохранилось).
В советское время была переименована в честь Карла Маркса (1818—1883) — немецкого философа, общественного деятеля и идеолога «марксизма».
В октябре 2024 года, решением Думы Ржевского муниципального округа, была переименована в улицу Александра Фролова (1996—2023) — в честь российского военнослужащего, Героя Российской Федерации, уроженца города Ржева, погибшего в ходе вторжения в Украину.

## Здания и сооружения
Обе стороны улицы состоят из жилой застройки, преимущественно частной. В восточной части улицы сохранилось несколько домов дореволюционной постройки, купеческие особняки XIX — начала XX века.

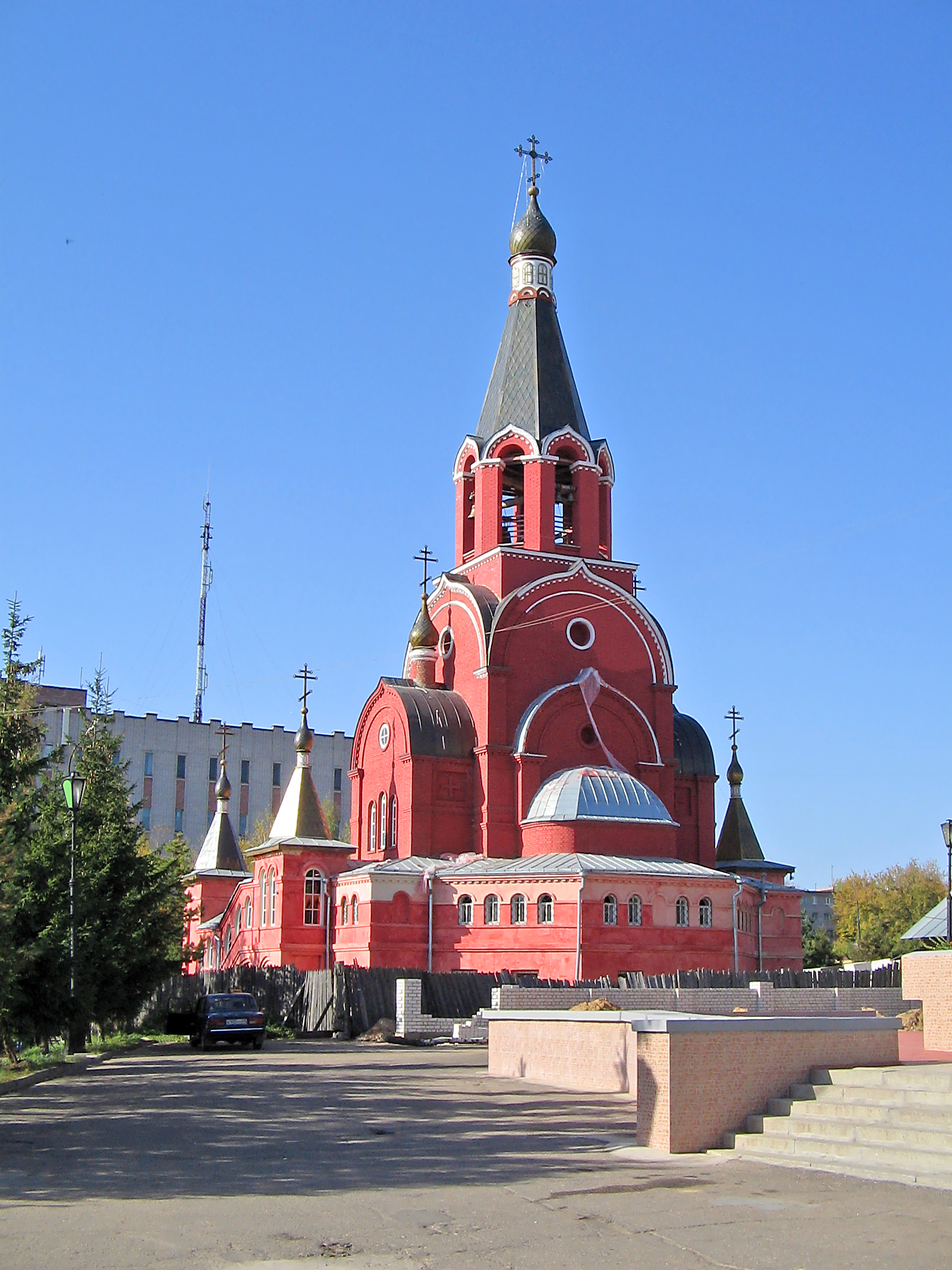
Церковь Новомучеников и Исповедников Российских

Среди объектов инфраструктуры выделяются:
- № 2а — ОАО «55 арсенал» (территория «Склад-40»)
- № 3 — Почтовое отделение «Ржев-9»
- № 12 — Супермаркет «Пингвин»
- № 32 — Поликлиника ЦРБ
- № 38 — Телевизионная башня
- № 40 — Редакция КТК «Ржев»
- № 41 — Общеобразовательная школа № 7
- № 44/4 — Управление по делам гражданской обороны и чрезвычайным ситуациям (МЧС России) по городу Ржеву
- № 45/6 — ЖЭК
- № 46 — Библиотека имени А. Островского
- № 53/4 — Выставочный зал
- На пересечении улицы Александра Фролова с улицей Ленина располагаются гостиница «Ржев» и Церковь новомучеников и исповедников российских, одна из новых достопримечательностей города, открытая в 2004 году. Рядом городская АТС.

## Транспорт
По улице пролегает маршрут автобуса № 3.
На смежной улице Ленина организовано активное автобусное движение.

## Смежные улицы
- Улица Филиппова
- Улица Куприянова
- Улица Энгельса
- Улица Ленина
- Советская площадь